# Эль-Батин
Эль-Батин (Вади-эль-Батин, араб. وادي الباطن‎) — сухое русло (вади) в Саудовской Аравии и Ираке. В долине находится пограничный стык. По долине проходит ирако-кувейтская граница. Долина находится в северо-восточной части Аравийского полуострова, является частью долины Эр-Румма, которая пересекает округ Эль-Касим. Простирается с юго-запада на северо-восток по округу Эш-Шаркия от пустыни Дехна на западе до месторождения Румайла и города Басра на реке Шатт-эль-Араб в Ираке. Длина составляет около 450 километров, ширина — 7—13 километров. Высота берегов — 20—50 метров.
10 000 лет назад по долине Эр-Румма протяженностью более 1000 километров протекала река, приток Шатт-эль-Араба. Существует гипотеза, что долина — след библейской реки Фисон (Пишон), вытекавшей из Эдема. Из-за движения песка долина была разделена на три части: Эр-Румма длиной 600 километров, Эль-Асгир (وهو الأصغر‎) длиной 45 километров и Эль-Батин длиной 450 километров.
Неактивный конус выноса к северо-востоку от Хафар-эль-Батина охватывает часть территории Кувейта и юго-запад Ирака. Представляет собой крупнейший конус выноса в южной и центральной части Аравийского полуострова. Гравий с саудовской равнины Эд-Дибдиба был перенесён в Кувейт.
В долине расположен саудовский город Хафар-эль-Батин и военный городок Военный городок короля Халида. Воины Абу Муса аль-Ашари вырыли колодец, используемый в ходе арабского завоевания Персии и позднее иракскими паломниками. В окрестностях города находится ещё один колодец Эль-Мавия (الماوية‎), по преданию названный царём Ан-Нуман III, правителем (579—601) государства Лахмидов со столицей в Аль-Хира.
В ходе войны в Персидском заливе в 1991 году была проведена операция «Удар рыцаря» (англ. Knight Strike) и состоялся бой в вади Эль-Батин. В феврале в саудовской части долины была сосредоточена американская 1-я кавалерийская дивизия из состава 7-го армейского корпуса. Её командир Джон Тилелли должен был сымитировать наступление по вади Эль-Батин. Была разрушена берма — 4,5-метровый песчаный вал на иракской границе. Проводились рейды на иракскую территорию мелкими группами. 20 февраля была проведена разведка боем, в ходе которой тактическая группа попала под обстрел иракских 100-мм противотанковых пушек Т-12. Была уничтожена боевая машина пехоты M2 «Брэдли» и повреждена зенитная самоходная установка M163. Ещё одна M2 «Брэдли» была подбита, танк «Абрамс» подорвался на мине. Убиты три американских солдата, девять получили ранения.  Иракские потери оцениваются в пять танков и двадцать артиллерийских орудий. В начале боя были взяты в плен семь иракских солдат.